# Begonia foveolata
Espèce
Begonia foveolata est une espèce de plantes de la famille des Begoniaceae.
L'espèce fait partie de la section Platycentrum.
Elle a été décrite en 1959 par Edgar Irmscher (1887-1968).

## Répartition géographique
Cette espèce est originaire d'Inde.